# Prosvjedi u Beogradu 9. ožujka 1991.
Prosvjedi u Beogradu 9. ožujka 1991. godine, bili su prvi veći prosvjedi srpske oporbe protiv režima Slobodana Miloševića.

## Uzroci
Državna televizija Srbije je nekoliko tjedana prije mitinga optužila najveću srpsku oporbenu stranku - Srpski pokret obnove Vuka Draškovića - da radi protiv interesa Srbije i da je bliska ustaškim krugovima. Na ovu vijest, SPO je zahtijevao ostavku vodećih ljudi srpske televizije. Međutim, to se nije dogodilo. A sam Milošević odbio je razgovarati s oporbenim čelnicima. Naljućen ovim, Drašković je za 9. ožujak u centru Beograda zakazao središnji skup i pozvao građane da u što većem broju dođu.

## Tijek događanja
Već od prijepodnevnih sati, tisuće građane ispunile su središnje beogradske ulice. Međutim, policija je zapriječila prilaz Trgu Republike. Oko podneva, masa je uspjela probiti policijske kordone i osvojiti Trg. S balkona zgrade Narodnog kazališta, prisutnima su se obratili Drašković i ostali oporbeni čelnici.
Milošević, međutim, odlučuje obračunati se s demonstrantima. Naređuje policiji da grubom silom rasturi prosvjed. Sat kasnije nakon osvajanja prostora ispred Trga Republike, policija iznenada baca suzavac u masu i nastaje opća tuča i kaos u centru grada. Policija je jurišala vodenim topovima, suzavcem, transporterima, pa i konjicom. Tijekom poslijepodneva, žestoki okršaji prenijeli su se u ostale središnje beogradske ulice. Tada su poginule dvije osobe - jedan policajac i demonstrant. Predvečer, policija uspijeva rasturiti prosvjede i potisnuti demonstrante. Zabranjuje se rad neovisnoj beogradskoj televiziji STUDIO B, a uhićeno je više od stotinu osoba dok je ozlijeđeno više od dvije stotine. 
Na Miloševićev zahtijev, tadašnji predsjednik Predsjedništva SFRJ Borisav Jović uspio je uvjeriti većinu članova Predsjedništva da odobre izvođenje tenkova Jugoslavenske narodne armije na beogradske ulice. Tenkovi su se pojavili oko 19:30, a u to vrijeme na srpskoj televiziji javnosti se obratio Milošević koji je demonstrante nazvao "snagama kaosa i bezumlja".

## Epilog
Odmah sutradan, 10. ožujka, beogradski studenti počinju s prosvjedima u centru Beograda. Njihovi su zahtjevi bili ostavka ministra policije, smjena rukovodećih ljudi državne televizije, i puštanje iz zatvora svih uhićenih (među kojima je bio Drašković). Milošević je sve ove zahtjeve ispunio.